# Recovering the Satellites
Albums de Counting Crows
August and Everything After
(1993) This Desert Life
(1999)
Recovering the Satellites est le 2e album du groupe de rock alternatif américain Counting Crows sorti le 5 octobre 1996.

## Liste des titres
1. Catapult
2. Angels of the Silences
3. Daylight Fading
4. I'm Not Sleeping
5. Goodnight Elisabeth
6. Children in Bloom
7. Have You Seen Me Lately?
8. Miller's Angels
9. Another's Horsedreamer's Blues
10. Recovering the Satellites
11. Monkey
12. Mercury
13. A Long December
14. Walkaways

## Membres
- Matt Malley : Basse, guitare et voix
- Charlie Gillingham : Piano, harmonica, accordéon, chamberlin et voix
- Adam Duritz : Piano, harmonica et voix
- David Bryson : Guitare et voix
- Ben Mize : Batterie, tambourine, percussion et voix
- Dan Vickrey : Guitare et voix

## Certifications
| Pays                    | Certification | Unités certifiées |
| ----------------------- | ------------- | ----------------- |
| Canada (Music Canada)   | 2 × Platine   | 200 000           |
| États-Unis (RIAA)       | 2 × Platine   | 2 000 000         |
| Nouvelle-Zélande (RMNZ) | Or            | 7 500             |
| Royaume-Uni (BPI)       | Or            | 100 000           |